# Episodi di Boris (seconda stagione)

Logo di Boris 2

La seconda stagione della serie televisiva Boris – intitolata Boris 2 – è stata trasmessa in prima visione in Italia sul satellite da Fox dal 12 maggio al 28 luglio 2008, ed in chiaro sul digitale terrestre da Cielo dal 5 febbraio al 26 febbraio 2010.
In questa stagione entrano a far parte del cast principale Karin Proia, Eugenia Costantini e Corrado Guzzanti mentre ne escono Carolina Crescentini e Ilaria Stivali. Nei titoli di coda vengono inoltre accreditati in tutte le puntate Valerio Aprea, Massimo De Lorenzo e Andrea Sartoretti.
| nº | Titolo                                                              | Prima TV Italia |
| -- | ------------------------------------------------------------------- | --------------- |
| 1  | La mia Africa (prima parte)                                         | 12 maggio 2008  |
| 2  | La mia Africa (seconda parte)                                       | 12 maggio 2008  |
| 3  | Chi si salverà?                                                     | 19 maggio 2008  |
| 4  | Il travestimento è saltato                                          | 26 maggio 2008  |
| 5  | L'affaire Martellone                                                | 2 giugno 2008   |
| 6  | No logo                                                             | 9 giugno 2008   |
| 7  | A morte il conte                                                    | 16 giugno 2008  |
| 8  | Il cielo sopra Stanis                                               | 23 giugno 2008  |
| 9  | La figlia di Mazinga                                                | 30 giugno 2008  |
| 10 | Un tuzzo                                                            | 7 luglio 2008   |
| 11 | L'Italia che lavora                                                 | 14 luglio 2008  |
| 12 | Usa la forza, Ferretti                                              | 21 luglio 2008  |
| 13 | Il sordomuto, il senatore e gli equilibri del Paese (prima parte)   | 28 luglio 2008  |
| 14 | Il sordomuto, il senatore e gli equilibri del Paese (seconda parte) | 28 luglio 2008  |

## La mia Africa (prima parte)
- Scritto e diretto da: Giacomo Ciarrapico, Mattia Torre e Luca Vendruscolo

### Trama
La serie televisiva Gli occhi del cuore continua a far registrare dati di ascolto molto buoni e questo genera euforia nella troupe. La direzione di rete comunica che la protagonista Corinna non farà più parte del cast, in quanto destinata ad una nuova fiction su Madre Teresa di Calcutta; pertanto nella puntata da girare, ambientata in Africa, si organizza l'uscita di scena del suo personaggio.
Durante le riprese Alessandro ha un incidente piuttosto serio con un cavo elettrico, ma viene "esortato" da Sergio a continuare la sua attività sul set, pur tra mille difficoltà ed inconvenienti. A causa di un malinteso, infatti, manda via Cristina, la nuova attrice protagonista della serie, senza che sul momento nessuno se ne accorga. In seguito, ancora frastornato per la scossa e resosi finalmente conto del suo errore, entra sbadatamente in campo rovinando una scena che René stava faticosamente tentando di portare a termine, attirandosi così l'ira del regista e di tutta la troupe.
- Altri interpreti: Simone Arrighi (macchinista) Modou Fallou Beye (figlio di Amadou) Esther Elisha (Natalie) Alessio Piretti (operatore) Thierno Thiam (Amadou)

## La mia Africa (seconda parte)
- Scritto e diretto da: Giacomo Ciarrapico, Mattia Torre e Luca Vendruscolo

### Trama
Alessandro si trova in un mare di guai per i problemi che ha creato alla realizzazione della fiction; sente inoltre la responsabilità di aver allontanato per errore la nuova attrice protagonista della serie, Cristina, figlia del potente e ricchissimo finanziere Avola Burkstaller. Tutti sul set aspettano Cristina così da terminare la giornata di riprese; dopo una lunga ricerca e molte supposizioni, si riesce finalmente a contattare la ragazza e convincerla a tornare negli studi di registrazione. Al suo arrivo Sergio scopre qual è stato il vero motivo della sua assenza e intende punire severamente Alessandro, ma la nuova attrice si dimostra comprensiva con lo stagista e lo perdona. Si può così terminare la scena in cui Corinna passa idealmente il testimone alla nuova protagonista della serie. 
Alessandro, afflitto per i suoi errori, si dice pronto a rinunciare al proprio incarico, ma Arianna, nascondendo un certo debole per lui, lo avvisa che quel posto non glielo toglierà nessuno.
- Altri interpreti: Simone Arrighi (macchinista) Modou Fallou Beye (figlio di Amadou) Esther Elisha (Natalie) Alessio Piretti (operatore), Thierno Thiam (Amadou)

## Chi si salverà?
- Scritto e diretto da: Giacomo Ciarrapico, Mattia Torre e Luca Vendruscolo

### Trama
Lopez informa René della volontà della rete di ridurre la troupe, lasciando quindi al regista il compito e la responsabilità di scegliere la persona da licenziare. Si offre di aiutarlo Sergio che, dopo aver verificato l'inoperosità ed il pressappochismo di gran parte della troupe, si rende conto che l'unica persona a non avere una raccomandazione, e quindi l'unica licenziabile, è la truccatrice Gloria, che scoppia in lacrime dopo aver ricevuto la notizia.
In questa puntata vi è inoltre l'esordio, dopo una breve apparizione alla fine della puntata precedente, di Mariano Giusti. Mariano è un attore con forti disturbi della personalità che interpreta il ruolo del Conte, principale antagonista de Gli occhi del cuore. Dopo aver causato enormi problemi a tutta la troupe durante le riprese della prima stagione, Mariano ha avuto una visione religiosa che gli ha suggerito di abbandonare Gli occhi del cuore e che lo spinge, invano, a cercare a tutti i costi di convincere Lopez a sceglierlo per la parte del protagonista della nuova fiction che la rete si accinge a produrre: Padre Frediani.
Nella puntata viene alla luce il carattere violento, irascibile e instabile di Mariano: a farne le spese sarà Alessandro, il quale viene incaricato da Arianna di seguirlo durante tutta la giornata per evitare che causi eccessivi danni.
- Altri interpreti: Simone Arrighi (macchinista), Alessio Piretti (operatore)

## Il travestimento è saltato
- Scritto e diretto da: Giacomo Ciarrapico, Mattia Torre e Luca Vendruscolo

### Trama
La direzione di rete vuole introdurre nella fiction un elemento di sensualità rappresentato dall'affascinante Karin, che interpreterà il commissario di polizia Sandra Gusberti. Karin entra subito in contrasto con la personalità di Arianna, mettendo in difficoltà René, costretto a districarsi tra le due. Intanto la truccatrice Gloria è infuriata per avere perso il posto, quindi si raccomanda con René per trovare un nuovo lavoro; il regista la aiuta consigliandole la protezione politica di Andrea Vetuschi.
Anche Biascica ha dei problemi interiori, che cerca di risolvere in modo insolito con la psicoanalisi. Alessandro confida ad Arianna di nutrire qualcosa per lei e di voler lasciare la propria ragazza, con la quale i rapporti non sono più buoni, ma riceve solo una brusca risposta. Durante le riprese lo scontro tra Karin e René si accentua a causa della presenza di Arianna sul set. Il regista e l'attrice hanno un diverbio e Karin minaccia rappresaglie nei confronti di René.
- Altri interpreti: Simone Arrighi (macchinista) Alessandro Bonaccorso (ragazzo produzione) Giulio Ferretto (Tino Tini) Alessio Piretti (operatore), Daniele Blando (er Colla), Luca Vendruscolo (dr. Consolini)

## L'affaire Martellone
- Scritto e diretto da: Giacomo Ciarrapico, Mattia Torre e Luca Vendruscolo

### Trama
Nando Martellone, interprete chiave della "linea comica" de Gli occhi del cuore, è protagonista di uno scandalo in cui, a seguito di un festino a base di alcol e droga tenutosi in casa sua, una transessuale brasiliana cade in overdose e lui viene indagato.
Su istruzione della rete, gli sceneggiatori devono quindi far morire il personaggio di Martellone, il quale però tenta in tutti i modi di rientrare in gioco. Grazie a una delle innumerevoli sotto-trame rimaste in sospeso, per cui la sua permanenza è indispensabile, riesce a non farsi cacciare completamente: invece di morire, il suo personaggio viene destinato a una situazione di coma. La produzione ha comunque in serbo per Martellone un nuovo ruolo in un reality show, "La casa senza bagno", ove riscuoterà grande successo.
Intanto Stanis, dopo aver costretto Alessandro a scommettere con lui sul successo delle sue avances, continua a provarci senza posa con la nuova attrice Cristina, ma rimedia soltanto brutte figure.
- Guest star: Massimiliano Bruno (Nando Martellone) Giuliano Giubilei (sé stesso), Trio Medusa (presentatori La casa senza bagno), Emanuela Rossi (produttrice La casa senza bagno)
- Altri interpreti: Simone Arrighi (macchinista), Alessandro Bonaccorso (ragazzo produzione), Nicole Calligaris (Cristina bambina), Emanuela Grimalda (psicologa) Alessio Piretti (operatore), Eleonora Turco (truccatrice)
- Note: L'attrice Emanuela Grimalda è accreditata erroneamente come "Eleonora Grimalda" in questa puntata e nelle due successive.

## No logo
- Scritto e diretto da: Giacomo Ciarrapico, Mattia Torre e Luca Vendruscolo

### Trama
René e Sergio si mettono d'accordo con Glauco per inserire una pubblicità occulta in una puntata della fiction. Ideatore dell'operazione è proprio Glauco, che ha una certa esperienza in questo genere di cose e che per l'occasione partecipa attivamente alle riprese incriminate. I tre tentano di nascondere il più possibile alla troupe questo illecito, anche se alla fine riescono a farsi coinvolgere nell'affare molti dei presenti sul set con l'eccezione di Stanis, ovvero l'unico che secondo René potrebbe creare effettivi problemi alla riuscita dell'operazione.
Nel frattempo, il rapporto tra Alessandro e la sua ragazza Elena va definitivamente in crisi. Elena lo raggiunge a Roma per ottenere un chiarimento, ma si rende conto che ormai lo stagista non ha più lei nel cuore, per cui decide di troncare definitivamente la relazione.
Le riprese proseguono a rilento, anche perché non si riesce ad armonizzare la scena della pubblicità occulta nella trama dell'episodio, finché non interviene Glauco che riesce a ottenere il risultato aspettato. La presenza di Glauco preoccupa Duccio, che teme sia venuto a soffiargli il posto, ma si rassicura quando questi, a modo suo, gli confida che quel posto di lavoro non gli interessa minimamente.
Proprio al termine della giornata di riprese anche Stanis scopre la macchinazione e rimprovera severamente René, ottenendo in cambio una seconda scena di pubblicità occulta in favore della ditta di un amico.
- Guest star: Margot Sikabonyi (Elena) Giorgio Tirabassi (Glauco Benetti)
- Altri interpreti: Simone Arrighi (macchinista), Alessandro Bonaccorso (ragazzo produzione) Emanuela Grimalda (psicologa), Alessio Piretti (operatore), Eleonora Turco (truccatrice)

## A morte il conte
- Scritto e diretto da: Giacomo Ciarrapico, Mattia Torre e Luca Vendruscolo

### Trama
Mariano continua a vivere in maniera molto burrascosa i suoi drammi interiori, dando pericolosi segni di squilibrio. In particolare, ogni volta che sente una bestemmia si scatena e distrugge tutto ciò che gli sta intorno. La produzione vieta quindi di bestemmiare sul set, e ciò provoca malumori nelle maestranze e specialmente a Biascica, sempre più in crisi con sé stesso. Inoltre Mariano, in preda ad una crisi mistica e sempre convinto di voler abbandonare "Gli occhi del cuore" per ottenere il ruolo di padre Frediani, si rifiuta di continuare a interpretare il Conte; solo alla fine viene convinto da René, che riesce così a portare a termine le riprese della scena in questione.
Alessandro ha un altro problema: questa volta è stato sfrattato da casa ed è alla ricerca di una nuova sistemazione, ma non riesce a trovare niente che lo soddisfi. Dopo aver ricevuto molti rifiuti, e le inconsuete proposte di Mariano e Stanis, non trovando niente di meglio è costretto a passare la notte all'interno degli studi televisivi. Qui casualmente incontra Karin, tornata sul set perché aveva dimenticato il cellulare. I due trascorrono una notte di passione; la mattina seguente vengono sorpresi da Arianna, sempre la prima ad arrivare sul set.
- Altri interpreti: Simone Arrighi (macchinista), Alessandro Bonaccorso (ragazzo produzione), Emanuela Grimalda (psicologa), Alessio Piretti (operatore), Eleonora Turco (truccatrice)

## Il cielo sopra Stanis
- Scritto e diretto da: Giacomo Ciarrapico, Mattia Torre e Luca Vendruscolo

### Trama
Arianna si scopre gelosa e irritata del legame appena scoperto tra Alessandro e Karin, ma cerca in tutti i modi di non darlo a vedere. Tuttavia, per la prima volta, appare nervosa e distratta, fino a compiere piccoli errori nell'organizzazione della troupe. A fine giornata è talmente scossa da scoppiare in un pianto solitario in macchina. René, venuto a conoscenza della situazione abitativa di Alessandro, lo invita a stare a casa sua, approfittandone per affidargli compiti di manutenzione e pulizia della casa.
Le scene da girare in giornata riguardano Cristina e Stanis, il cui personaggio deve recitare un importante monologo in carcere: per l'importanza e la drammaticità di tale scena, Stanis ha invitato il regista Wim Wenders ad assistere alle riprese; nonostante René voglia girare più di 14 minuti, Stanis si rifiuta di recitare la scena più importante fin quando non sarà arrivato a vederlo il famoso regista. Inoltre Cristina, stanca del set, inventa una scusa e dice a René di essere a New York. Per sbloccare la situazione, Arianna suggerisce di girare scene con altri attori e convoca Beatrice Di Mauro, interprete del magistrato Pardieri: Di Mauro si rivela un'attrice stranamente seria e professionale, ben diversa dai suoi colleghi. Alla fine della giornata, poiché Wenders non si è fatto vivo, René riesce a convincere Stanis a girare la scena principale del suo monologo in carcere.
Nel frattempo rientra sul set Pinuccio, l'operatore che era stato temporaneamente sostituito da Lorenzo, il quale aveva così finalmente avuto la possibilità di abbandonare il ruolo di "schiavo". Sergio approfitta della situazione licenziando definitivamente Pinuccio e assumendo al suo posto Lorenzo, a un salario notevolmente inferiore.
- Altri interpreti: Simone Arrighi (macchinista), Alessandro Bonaccorso (ragazzo produzione), Giulia Mombelli (Beatrice Di Mauro), Claudio Parise (Pinuccio), Alessio Piretti (operatore), Eleonora Turco (truccatrice)

## La figlia di Mazinga
- Scritto e diretto da: Giacomo Ciarrapico, Mattia Torre e Luca Vendruscolo

### Trama
René viene convocato dal direttore di rete per comunicargli l'affidamento di una nuova serie televisiva: Machiavelli. René interpreta il fatto come un avvertimento obliquo della volontà della rete di allontanarlo dal lavoro di regista, essendo noto che quella serie non rientra nei piani dell'azienda, tanto che l'ultimo destinatario del progetto, Sandroni, si è addirittura suicidato poco dopo.
Nel gruppo intanto cresce il malcontento verso la nuova protagonista Cristina, della quale è nota a tutti la protezione del suo ricco e potente padre (da Alfredo soprannominato "Mazinga"). A René, sempre più preoccupato per la notizia ricevuta, viene invece chiesto di proteggere ed aiutare la ragazza, ma Cristina non riesce a sostenere i serrati ritmi di lavoro a cui viene sottoposta ed ha un lieve malore.
Lorenzo, promosso da "schiavo" ad aiutante alla fotografia, si scontra con i nuovi colleghi che non hanno la sua stessa dedizione al lavoro; ritenendolo anzi un esempio pericoloso per il gruppo, decidono di punirlo con una lezione in stile militaresco.
- Altri interpreti: Simone Arrighi (macchinista), Alessandro Bonaccorso (ragazzo della produzione), Emanuela Grimalda (psicologa), Alessio Piretti (operatore), Eleonora Turco (truccatrice)

## Un tuzzo
- Scritto e diretto da: Giacomo Ciarrapico, Mattia Torre e Luca Vendruscolo

### Trama
Le scene della giornata sono rese difficoltose dal mancato feeling sul set tra Karin e Stanis, dai dubbi che Cristina inizia a nutrire circa la qualità delle scene che deve interpretare e dalla delusione di René dopo la notizia di Machiavelli. A complicare la situazione, Duccio approfitta delle continue pause sul set per rivendere, a chiunque gli capiti sotto tiro, parte dei saraghi pescati dal suo peschereccio il giorno prima.
La situazione si risolverà grazie ad Arianna, che rassicurerà (mentendo) Stanis circa il proprio fascino maschile. René, invece, indispettito dalla replica indisponente di Cristina a una sua esortazione, giunge a tirarle uno schiaffo; Cristina ricambia lo schiaffo e vi aggiunge anche una testata sul naso (da Alfredo definita un "tuzzo").
A fine giornata, René si allontana malconcio dal set, convinto che la sua carriera sia ormai giunta al termine. Intanto, Stanis si scopre innamorato di Arianna, mentre Alessandro lascia definitivamente Karin, conscio delle profonde differenze caratteriali esistenti tra loro. Infine, viene rivelato che al pestaggio del giorno precedente ai danni di Lorenzo, "colpevole" di un eccesso di zelo nel proprio lavoro, ha partecipato gran parte della troupe.
- Altri interpreti: Simone Arrighi (macchinista), Alessandro Bonaccorso (ragazzo della produzione), Emanuela Grimalda (psicologa), Alessio Piretti (operatore), Eleonora Turco (truccatrice)

## L'Italia che lavora
- Scritto e diretto da: Giacomo Ciarrapico, Mattia Torre e Luca Vendruscolo

### Trama
Sergio, ricevuti 25.000 euro dalla produzione e costretto a fatturare più del solito, paga finalmente gli straordinari arretrati di Libeccio a Biascica, che guarisce di colpo da tutti i suoi mali interiori. René, intanto, è in ansia per il suo nuovo incarico e comincia ad avere visioni spettrali del defunto Sandroni.
Sia sul set sia durante un'intervista per la televisione si intuiscono i dissapori tra Mariano e il suo nuovo agente, il singolare presbitero napoletano padre Gabrielli, dato che Mariano è ormai stufo de Gli occhi del cuore e sempre più intenzionato ad interpretare la fiction su padre Frediani.
Nell'episodio, inoltre, si viene anche a conoscenza che sia Stanis sia Alessandro sono innamorati di Arianna: alla fine della sua prima rappresentazione teatrale, il divo si dichiarerà apertamente all'aiuto-regista.
- Guest star: Antonello Grimaldi (Sandroni)
- Altri interpreti: Simone Arrighi (macchinista), Alessandro Bonaccorso (ragazzo della produzione), Giulio Ferretto (Tino Tini), Emanuela Grimalda (psicologa), Alessio Piretti (operatore), Eleonora Turco (truccatrice), Alberta Viti (giornalista)

## Usa la forza, Ferretti
- Scritto e diretto da: Giacomo Ciarrapico, Mattia Torre e Luca Vendruscolo

### Trama
Durante la giornata, René viene sostituito da Duccio, che tuttavia riesce a terminare poche scene di qualità molto scadente. Nel corso delle riprese, inoltre, Cristina si mostra sempre più scettica sul suo ruolo di attrice e sul soggetto de Gli occhi del cuore. Alla fine delle riprese Arianna cede all'insistente corteggiamento di Stanis e accetta di uscire a cena con lui. Tuttavia, per sopportare la noia della serata, beve troppo e finisce ubriaca a letto con lui.
Nel frattempo René è negli uffici della rete, alla ricerca di maggiori informazioni su Machiavelli. Dopo varie indagini, riesce a rintracciare Ettore Fabiani, alias Tarzanetto (il cui nome gli era stato comunicato nella puntata precedente dal fantasma di Sandroni). Tarzanetto è un uomo completamente avulso dalla realtà, terrorizzato al solo sentir pronunciare Machiavelli e apparentemente incapace di pronunciare una parola di senso compiuto; mentre René si congeda, però, l'anziano pare esortarlo a "usare la Forza".
- Guest star: Antonello Grimaldi (Sandroni)
- Altri interpreti: Tommaso Accardo (Tarzanetto), Simone Arrighi (macchinista), Alessandro Bonaccorso, (ragazzo della produzione), Michela Bozzini (Nadia), Alessio Piretti (operatore), Franco Ravera, (Ermanno Lenzi), Eleonora Turco (truccatrice)

## Il sordomuto, il senatore e gli equilibri del Paese (prima parte)
- Scritto e diretto da: Giacomo Ciarrapico, Mattia Torre e Luca Vendruscolo

### Trama
Arianna, frastornata dopo la notte con Stanis, scopre di aver dimenticato di convocare un attore; Alessandro la tira fuori dai guai interpretando il ruolo vacante, quello del carcerato sordomuto oggetto dell'abuso di potere da parte del magistrato Pardieri.
La scena in cui il magistrato malmena il sordomuto viene fatta ripetere più volte tra il divertimento sadico della troupe, senza che Alessandro, con il morale a terra dopo aver appreso di Stanis e Arianna, si lamenti. Alla fine della giornata, Arianna confida ad Alessandro che quanto successo la notte precedente è stato un grandissimo errore e di provare qualcosa per lui, ma che tuttavia intende mantenere rapporti professionali. Successivamente Stanis, in un impeto di vanità, comunica ad Arianna (intimamente contenta di ciò che sente) di non voler dare seguito alla loro storia.
Durante la puntata, Cristina cerca in tutti i modi, anche ricorrendo all'avvocato di famiglia, di lasciare la fiction, ma suo padre è restio a pagare l'elevata penale di scioglimento prevista nel contratto con la rete.
Alla fine dell'episodio Lopez comunica a René che, per venire incontro ai nuovi equilibri politici del Paese all'indomani delle imminenti elezioni, probabilmente alcune scene dovranno essere rigirate; in particolare, resta dubbia l'identità di chi abbia sparato al Conte nell'episodio girato all'inizio della stagione.
- Guest star: Andrea Purgatori (avvocato Kalemzuck)
- Altri interpreti: Simone Arrighi (macchinista), Alessandro Bonaccorso (ragazzo della produzione), Giancarlo Judica Cordiglia (Amedeo Rocchi), Giulia Mombelli (Beatrice Di Mauro), Alessio Piretti (operatore), Eleonora Turco (truccatrice)
- Filmati di repertorio: Margot Sikabonyi (Elena)

## Il sordomuto, il senatore e gli equilibri del Paese (seconda parte)
- Scritto e diretto da: Giacomo Ciarrapico, Mattia Torre e Luca Vendruscolo

### Trama
Le scene da girare si svolgono nell'incertezza su come terminerà la seconda stagione de Gli occhi del cuore, dato che l'ultima puntata sarà influenzata dai risultati degli exit-poll elettorali.
Alla notizia di un sostanziale pareggio, viene deciso che a sparare al Conte sia stato il magistrato Pardieri, scoperta dal commissario Gusberti. Le due si sparano a vicenda: infatti è stato deciso che debba uscire di scena anche il personaggio interpretato da Karin, in quanto quest'ultima è stata sostituita nel ruolo di bellona da un'attrice maggiormente raccomandata. Nel corso della puntata finale, anche Cristina riesce a fare in modo che il suo personaggio esca di scena, realizzando così il suo desiderio di abbandonare la serie.
Nel frattempo Mariano, ormai del tutto insoddisfatto di come padre Gabrielli gli faccia da agente, lo rintraccia in un agriturismo e (apparentemente) lo giustizia sparandogli. Una forte svolta avviene infine anche nella vita di Lorenzo, il cui zio risulta eletto senatore.
Alla fine della giornata, mentre Arianna e Alessandro si baciano dietro una quinta, René, riconfermato alla regia contro ogni suo pronostico, annuncia a sorpresa di voler lasciare Gli occhi del cuore per dedicarsi a un diverso tipo di regia televisiva.
La puntata si conclude con un flash-forward che mostra René mentre gira una scena di Machiavelli, con i medesimi cast e troupe de Gli occhi del cuore.
- Guest star: Antonello Grimaldi (Sandroni)
- Altri interpreti: Tommaso Accardo (Tarzanetto), Simone Arrighi (macchinista) Alessandro Bonaccorso (ragazzo produzione), Anna Cicatiello (Samantha Franchini), Tetè De Ruggeri (madre di Lorenzo), Giulia Mombelli (Beatrice Di Mauro), Lino Pannofino (produttore), Alessio Piretti (operatore), Eleonora Turco (truccatrice)